# Ворон (самолёт)
«Ворон» — проект советского разведывательного беспилотного летательного аппарата (БПЛА) КБ Туполева. Проект разрабатывался в соответствии с Решением комиссии Президиума Совета Министров СССР по военно-промышленным вопросам № 57 от 19 марта 1971 года как реакция на найденный в 1969 году под Байконуром упавший после выработки топлива БПЛА Lockheed D-21В, использованный США для разведывательного полёта над территорией Китая. Исполнителем выбрано ММЗ «Опыт» (КБ Туполева) как имеющее предыдущий опыт создания разведывательных БПЛА Ту-123 и Ту-139. Целью работ ММЗ «Опыт» стало создание машины, похожей на захваченную, но с использованием советских двигателей, авионики и конструкционных материалов.
«Ворон» проектировался как сверхдальний высотный разведчик, способный собирать разведывательную информацию после запуска с носителя (в роли которого планировалось использовать модифицированные Ту-95 или Ту-160) или с земли, а затем сбрасывать контейнер с результатами разведки над дружественной территорией. Предполагалось использование сверхзвукового прямоточного воздушно-реактивного двигателя (СПВРД) РД-012, способного обеспечивать полёт со скоростями, соответствующими числам М=3,3…3,6 на высотах 23…27 км, а для выведения ЛА на расчётный режим работы СПВРД после запуска с носителя должен был использоваться подвесной пороховой разгонный ускоритель.
С развитием технологий космической разведки необходимость в ЛА подобного класса отпала, и проект был закрыт.